# Antonius Willems
Antonius Willems (né à Nimègue le 12 février 1954) est un sculpteur et un peintre néerlandais.
Antonius Willems est diplômé de l’Académie Royale d'Art et Design des Pays-Bas. Son travail se trouve dans des collections privées et publiques en Allemagne, France, aux Pays-Bas, aux États-Unis et au Japon. Il combine l’art de la peinture et de la sculpture dans la réalisation de ses sculptures, installations et peintures caractérisés par l’utilisation des couleurs intense et leur fonctionnement spatial.
Indépendant des tendances, son travail d’origine conceptuelle traite de l’esprit du temps qu’il fournit souvent avec des commentaires visuels ironiques. Il travaille et vit en France.